# 7560 Spudis
A 7560 Spudis (ideiglenes jelöléssel 1986 AJ) egy kisbolygó a Naprendszerben. Carolyn S. Shoemaker és Eugene Merle Shoemaker fedezte fel 1986. január 10-én.